# ヤニー
ヤニー（Yanni、1954年11月14日 - ）は、ギリシャ・カラマタ出身の作曲家、シンセサイザー奏者、ピアニスト、音楽プロデューサー。

## 来歴
1954年にギリシャのカラマタで生まれる。
幼少の頃から音楽の才能をいかんなく発揮し、家計のためにリサイタルを開いていたが、このときは正式な音楽教育を受けておらず、また楽譜も読めなかった。家庭は非常に貧しかったが、家族の関係は非常に良く、父親がギターを弾き始めると母親が歌い始め、ヤニーもそれにあわせて歌っていた。
両親がクラシック愛好者であった影響で、膨大な量の多様なクラシック音楽を聞いて育っていった。
彼は背が高く、水泳の能力に秀でていた。将来はオリンピック選手になることが夢で、毎日泳ぎこんでいた。
14歳のときにギリシャ国際水泳チームの一員として競技会に出場し、50M自由形で、全国記録を樹立するといった大活躍をした。
英語が得意であったため、18歳のときにアメリカのミネソタ大学に留学するようになる。この大学で、後にコンサートでともに演奏をする仲間たちに出会った。
入学してからわずか3年半で文学士号を取得して同大学を卒業した後、職を得るためロサンゼルスへと移り、職業相談所のカウンセラー職に就くが、一日でこれをやめる。
その後、残りの生涯を音楽にささげることを決意し、キーボードを購入、映画音楽の作曲家を目指して活動するようになる。
この間、彼の出身大学での仲間たちが所属していたシンセサイザー音楽のバンドに加わり、彼の初期のアルバム『キーズ・トゥ・イマジネイション』と『アウト・オブ・サイレンス』と『カメレオン・デイズ』のプロモーションのためにインストゥルメンタルのツアーを行うようになる。
1990年代に入り、彼のアルバムのいくつかがグラミー賞にノミネートされるようになると世界からの注目が集まるようになった。
1995年9月には、日本で開催された『東寺音舞台』に招聘され、テノール歌手の錦織健らと共演した。
1997年3月には、インドのタージ・マハールで、同年5月には中国の紫禁城でコンサートを開いた。
現在までに、彼のコンサートには20か国以上の国から延べ200万人を超す観客が通ったことになる。

## 特徴
口ひげと長い髪がトレードマーク。
彼の音楽は完全に独学であるため、これといった型にはまっているわけではない。
しかし、豊かなメロディーと暖かい雰囲気は人々の心を癒し、現在はニューエイジ（癒し系）として広く知られている。

## ディスコグラフィ

### スタジオ・アルバム
- 『オプティミスティック』 - Optimystique (1984年)
- 『キーズ・トゥ・イマジネイション』 - Keys to Imagination (1986年)
- 『アウト・オブ・サイレンス』 - Out of Silence (1987年)
- 『カメレオン・デイズ』 - Chameleon Days (1988年)
- 『ニキ・ナナ』 - Niki Nana (1989年)
- 『リフレクションズ・オブ・パッション』 - Reflections of Passion (1990年)
- 『イン・セレブレイション・オブ・ライフ』 - In Celebration of Life (1991年)
- 『デア・トゥ・ドリーム』 - Dare to Dream (1992年)
- 『イン・マイ・タイム』 - In My Time (1993年)
- 『この想い、あなたに…』 - If I Could Tell You (2000年)
- Ethnicity (2003年)
- Yanni Voices (2009年) ※スペイン語版のYanni Vocesも発売
- Mexicanisimo (2010年)
- Truth of Touch (2011年)
- Inspirato (2014年)
- Sensuous Chill (2016年)

### ライブ・アルバム
- 『アクロポリスの幻影 - ライヴ』 - Live at the Acropolis (1994年)
- 『トリビュート』 - Tribute (1997年)
- Yanni Live! The Concert Event (2006年)
- Live at El Morro, Puerto Rico (2012年)
- The Dream Concert: Live from the Great Pyramids of Egypt (2016年)

### サウンドトラック
- Steal the Sky (1988年)
- Heart of Midnight (1988年)
- I Love You Perfect (1989年)
- Children of the Bride (1990年)
- She'll Take Romance (1990年)
- When You Remember Me (1990年)
- Hua qi Shao Lin (1994年)
- Hexi Corridor - Documentary film (2015年)

## コンサートツアー
- 1987年 Out of Silence
- 1988年 Chameleon Days
- 1990年 Reflections of Passion
- 1991年 Revolution in Sound
- 1992年 Dare to Dream
- 1993年 In My Time|Yanni Live, The Symphony Concerts 1993
- 1994年 Yanni Live, The Symphony Concerts 1994
- 1995年 Yanni Live, The Symphony Concerts 1995
- 1997年 Tribute
- 2003–2004年 Ethnicity
- 2004–2005年 Yanni Live!
- 2008–2009年 Yanni Voices
- 2010年 Yanni Live in South America
- 2010年 Yanni Live in San Juan, Puerto Rico [11月]
- 2011年 Yanni Live in Eastern Europe and Asia
- 2011年 Yanni Live at El Morro, San Juan, Puerto Rico [12月]

## 参照
- ヤニー｜プロフィール｜【HMV ONLINE】